# Литија (поворка)
Литија, крсни ход или крстоносни ход је свечана поворка православних верника, предвођена свештенством праћена молитвом за друге, чиме се увеличава Велико вечерње (или неколико пута у години Велико повечерје) у православним и источно-католичким црквама на велике празнике (и, према писменим рубрицима, у било које време кад постоји целовечерње бдење). После литије наступа друга литургијска радња (артокласиа) и ови појмови су литургијске радње у целини.
Литија потиче из грчке речи Λιτή што на српском значи страсна молитва.

## Литије у православном богослужењу
Литија је свечана, саборна поворка верника, предвођена свештеницима са крстовима, хоругвама и иконама. Као богослужбени чин, врста је молитвеног обреда, који се врши ван храма о великим хришћанским празницима.
У прошлости, литија се служила и за престанак кише, суше, рата, неке заразне болести итд. У данашње време, литија се најчешће организује приликом прославе славе насељених места, када се она креће улицама, на челу са свештеницима и представницима управе. У Србији је најпознатија литија која се обележава у Београду приликом прославе Спасовдана, славе града.

## Галерија
- Богојављенска литија у Кистањама, 1934. године
- Литија у Нишу током обнове Саборне цркве која је изгорела до темеља у великом пожару, 2006. године
- Литија у Шиду, 2018. године
- Литија око Храма Сабора српских светитеља у Канади, 2018. године
- Литија у Подгорици, јануара 2020. године